# آبازا (شهر)
شهر آبازا (به روسی: Абаза) در کشور روسیه و در جمهوری خاکاسیا واقع شده‌است.

## تاریخچه
پیدایش  شهر به سال ۱۸۵۶ برگشته و گسترش این شهر به دلیل ذخایر سنگ آهن می‌باشد؛ صنعت استخراج سنگ آهن هنوز هم برای اقتصاد محلی مهم است. کار استخراج سنگ آهن در معدنی در پنج کیلومتری شهر انجام می‌شود و سنگ آهن استخراج شده به شرکت‌های متالورژی شهر نووکوزنتسک  فرستاده می‌شود.

## ورزش
ورزش باندی در این شهر مورد توجه می‌باشد.